# Dikohlenstoffmonoxid
Dikohlenstoffmonoxid, C2O ist eine instabile chemische Verbindung des Kohlenstoffs aus der Gruppe der Oxide.

## Gewinnung und Darstellung
Die Verbindung kann als Nebenprodukt der Radiolyse von Kohlenstoffdioxid entstehen.
{\displaystyle {\ce {CO + C -> C2O}}}

## Eigenschaften
Aus Dikohlenstoffmonoxid und Kohlenstoffmonoxid kann auch Kohlenstoffsuboxid gewonnen werden.
{\displaystyle {\ce {C2O + CO -> C3O2}}}